# Lebensqualität in Wohnstätten für erwachsene Menschen mit geistiger Behinderung
Lebensqualität in Wohnstätten für erwachsene Menschen mit geistiger Behinderung (LEWO) ist ein Qualitätssicherungs-Instrument im Bereich der Behindertenhilfe, das gemeinsam mit der Universität Siegen und der Bundesvereinigung Lebenshilfe unter Unterstützung des Bundesministeriums für Gesundheit, sowie des Nordrheinwestfälischen Landesministeriums für Wissenschaft und Forschung entwickelt wurde.
Eine aktualisierte Version ist im Jahr 2001 unter der Bezeichnung LEWO 2 erschienen und beinhaltet
- extern begleitete Selbstevaluation,
- Qualitätsmanagement,
- individuelle Hilfeplanung / Konzeptentwicklung / Maßnahmeplanung,
- Einarbeitung / fachlichen Austausch sowie
- interne Fortbildung.

## Ziel
Für Angebote und Leistungen stationärer Wohneinrichtungen sowie bei ambulant betreuten Wohnformen soll systematisch eine konzeptionelle Weiterentwicklung und Bestandsaufnahme ermöglicht werden. Zudem soll die Lebens und Wohnqualität der Menschen, die in entsprechenden Einrichtungen leben, besser eingeschätzt werden können.
Das Verfahren kann als Qualitätsnachweis gegenüber den Kostenträgern fungieren und berücksichtigt zentrale Bereiche der Personal- und Organisationsentwicklung, stellt allerdings eher ein Werkzeug zur Selbstevaluation dar. Es wird kein Hilfebedarf oder Aufwand erhoben.

## Durchführung
Zwölf Leitlinien werden in den Aufgabenfeldern:
1. materielle Gegebenheiten der Einrichtung und ihres Umfeldes,
2. Abläufe, Aktivitäten und Förderangebote,
3. soziale Beziehungen (das Zusammenleben) zwischen Nutzer(inne)n (die betreuten Menschen mit geistiger Behinderung) und Mitarbeiter(inne)n,
4. soziale Netzwerke von Nutzer(inne)n innerhalb und außerhalb des Bereiches, in dem sie professionell betreut werden
5. Durchsetzung von Rechten, Ansprüchen und besonderen Schutzbedürfnissen
6. Voraussetzungen und Bedingungen der Mitarbeiterführung
7. organisatorische Strukturen und Ablaufprozesse

operationalisiert und bekommen 33 Gegenstandsbereiche zugeordnet. Jede an der Betreuung eines Menschen (bei LEWO „Nutzer/innen“ genannt) beteiligte Gruppe, wie Mitarbeiter, Leitung, Angehörige und die Betreuten selbst, soll zur Betreuung Stellung nehmen können. Ein Jahr lang trifft sich ein dazu zusammengestelltes „Evaluationsteam“ als Arbeitsgruppe zu ganztägigen Treffen, um eine gemeinsame Bewertung der Arbeit in der Einrichtung vorzunehmen. Das Ergebnis stellt ein Qualitätsbericht dar, der die Stärken und Schwächen benennt und Grundlage für einen Aktionsplan ist.

## Haltung
Die betreuten Menschen werden nicht als Kunden betrachtet, weil sie „an der Dienstleistung direkt beteiligt sind“. Somit sind sie an Erfolg und Misserfolg einer pädagogischen Maßnahme mitbeteiligt, weshalb keine direkten Rückschlüsse auf deren Qualität stattfinden. Die gesamte Qualität wird im Dialog mit den Klienten, prozesshaft erarbeitet.